# Marith Prießen
Marith Prießen (Kempen, Alemania; 17 de diciembre de 1990) es una futbolista alemana. Juega como defensa y su equipo actual es el FC Colonia de la 2. Bundesliga de Alemania.

## Clubes
| Club              | País     | Año           |
| ----------------- | -------- | ------------- |
| FCR 2001 Duisburg | Alemania | 2007-2010     |
| Bayer Leverkusen  | Alemania | 2010-2014     |
| 1. FFC Frankfurt  | Alemania | 2014-2020     |
| FC Colonia        | Alemania | 2020-presente |

## Títulos

### Copa de Alemania
| Título           | Club              | País     | Temporada |
| ---------------- | ----------------- | -------- | --------- |
| Copa de Alemania | FCR 2001 Duisburg | Alemania | 2008-2009 |
| Copa de Alemania | FCR 2001 Duisburg | Alemania | 2009-2010 |

### Campeonatos internacionales
| Título                                 | Equipo                | Sede           | Año  |
| -------------------------------------- | --------------------- | -------------- | ---- |
| Liga de Campeones Femenina de la UEFA  | FCR 2001 Duisburg     | Rusia/Alemania | 2009 |
| Copa Mundial Femenina de Fútbol Sub-20 | Selección de Alemania | Alemania       | 2010 |
| Liga de Campeones Femenina de la UEFA  | 1. FFC Frankfurt      | Alemania       | 2015 |